# Fort Langley National Historic Site

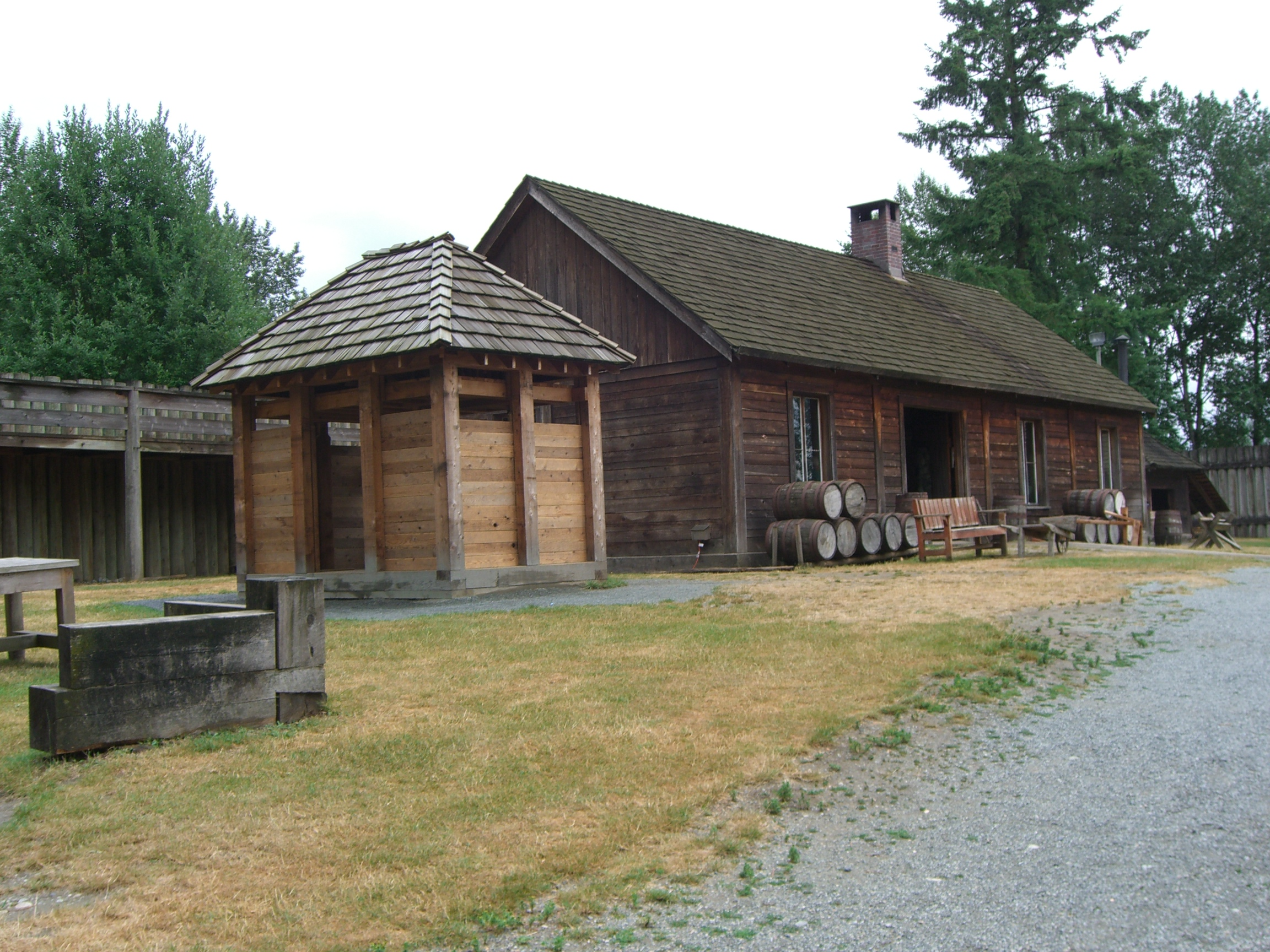
Rekonstruierte Bauten

Fort Langley National Historic Site ist ein historischer Handelsposten der Hudson’s Bay Company in der heutigen Ortschaft Fort Langley in der kanadischen Provinz British Columbia. Er liegt etwa 40 km östlich von Vancouver, am Ufer des Fraser Rivers. Am 25. Mai 1923 wurde es von der kanadischen Regierung zur National Historic Site of Canada erklärt und wird heute von Parks Canada betreut.
Das ursprüngliche Fort Langley wurde 1827 einige Kilometer flussabwärts errichtet; 1839 wurde es an den heutigen Standort verlegt. Das Fort diente als Posten für den Handel mit der lokalen indianischen Bevölkerung, als Warenlager und Verteilzentrum der Hudson’s Bay Company sowie als strategische Station auf der ersten Route vom Pazifik ins Landesinnere. Ursprünglich lag der Schwerpunkt des Forts auf Pelzjagd und -handel. Als die Bestände der Biber und Seeotter der Umgebung erschöpft waren, verlegten sich die Männer des Forts auf den Fang und Handel von Lachsen. Sie wurden konserviert und dienten der Versorgung der Posten im Landesinneren und später auch der Handelsfahrten der Hudson’s Bay Company zu den Sandwich-Inseln und nach Australien. Weitere Handelsgüter waren getrocknete Moosbeeren sowie Weizen und Butter, die auf der zum Fort gehörenden Farm produziert wurden.
Nach dem Oregon-Kompromiss 1846, der den 49. Breitengrad als Grenze zwischen den Gebieten der Hudson’s Bay Company und den USA festlegte, wuchs die strategische Bedeutung von Fort Langley, da es nun eine Schlüsselposition zur Erreichung der anderen Handelsposten im Hinterland von British Columbia einnahm. Durch die gestiegene Nachfrage infolge des kalifornischen Goldrauschs wurde die landwirtschaftliche Produktion gesteigert.
Im Laufe des Fraser-Canyon-Goldrauschs von 1858 wurde Fort Langley zum Zentrum der an den Fraser River strömenden Goldsucher. Um eine staatliche Ordnung aufzubauen, wurde im Fort am 19. Dezember 1858 durch James Douglas die Kronkolonie British Columbia ausgerufen. Damit endete formal das Monopol der Hudson’s Bay Company. Ab den 1860er und 70er Jahren nahm die Bedeutung des Forts ab, die Bauten wurden nur noch ungenügend unterhalten und verfielen. 1886 eröffnete die Hudson’s Bay Company einen neu erbauten Laden im inzwischen entstandenen Ort Fort Langley und gab das eigentliche Fort am Fluss auf.
Aktuell besteht das Fort aus acht Gebäuden, umzäunt durch Palisaden, die als Museum besichtigt werden können. Davon ist nur das Lagerhaus aus den 1840er Jahren im Originalzustand erhalten, alle anderen Bauten sind rekonstruiert. Im Sommer finden tägliche Living History-Vorführungen mit Mitarbeitern in der Kleidung der Fortbewohner des 19. Jahrhunderts statt. Sie können bei der Ausübung traditioneller Arbeiten wie dem Schmieden oder Herstellen von Fässern beobachtet werden. Im Frühling und Herbst gibt es Vorführungen an den Wochenenden. Im November erinnern tägliche Vorführungen an die Ausrufung von British Columbia im Fort.